# Resident Evil (filmová série)
Filmová série Resident Evil je natočena podle herní předlohy Resident Evil. Režisér Paul W. S. Anderson natočil první, čtvrtý a pátý díl série. Druhý a třetí díl režírovali Alexander Witt a Russell Mulcahy. Poslední dva díly této série byly vytvořeny ve formátu 3D.
První díl byl natočen v roce 2001 a v kinech se objevil v roce 2002, který měl prvky z Resident Evil a Resident Evil 2, herní předlohy od Capcom. Na něj navazuje dalších 5 dílů Resident Evil: Apokalypsa, Resident Evil: Zánik, Resident Evil: Afterlife, Resident Evil: Odveta a Resident Evil: Poslední kapitola. Ve filmu je hlavní prvek společnost Umbrella, kolem které se točí celá série.

## Filmy
Všech 6 filmů vydělalo celosvětově přibližně $1,228,177,290 (29,12 miliard českých korun).
První trilogie:
- Resident Evil (2002)
- Resident Evil: Apokalypsa (2004)
- Resident Evil: Zánik (2007)

Druhá trilogie:
- Resident Evil: Afterlife (2010)
- Resident Evil: Odveta (2012)
- Resident Evil: Poslední kapitola (2016)
- Resident Evil: Welcome to Raccoon City (2021) - doplnit info

## Filmová série od Capcom
Kromě hrané série je tu i animovaná série, která je vázaná na původní příběh podle her.

### Biohazard 4D-Executer
- Biohazard 4D-Executer používá původní nastavení Raccoon City, ale žádné z původních postav série videohry nejsou přítomny. Film byl vydán v listopadu 2000 a byl dlouhý 17 až 18 minut.

### Resident Evil: Rozklad
- Resident Evil: Rozklad je první celovečerní film od Capcom, odehrávající se mezi událostmi z her Resident Evil 4 a Resident Evil 5, a ve filmu jsou hlavní postavy Leon S. Kennedy a Claire Redfield.

### Resident Evil: Zatracení
- Pokračování Rozkladu, s názvem Resident Evil: Zatracení, které opět provází Leon S. Kennedy a probíhá mezi událostmi Resident Evil 5 a Resident Evil 6, byl vydán v Japonsku 27. října 2012.

## Produkce a vývoj

### Před-produkce
- Resident Evil: Zánik byl nejprve projednáván režisérem Paulem W. S. Andersonem po Resident Evil: Apokalypse, který se držel na prvním místě v americkém žebříčku v roce 2004 (vydělal více než 23,7 miliónů dolarů v prvním týdnu). Anderson řekl Sci-fi Wire, že by chtěl, aby třetí díl byl pod originálním názvem Resident Evil: Afterlife. Krátce poté Screen Gems oficiálně oznámilo datum 13. června 2005 pro zahájení natáčení. Dne 7. listopadu 2005 Davis Film, Constantin Film a Screen Gems oznámili svoje distribuční práva po celém světě a název Resident Evil: Afterlife změnili na Resident Evil: Extinction (Zánik).
- Před-produkce Resident Evil: Poslední kapitola byla zahájena v lednu 2015. Příprava prostředí pro natáčení začala v srpnu 2015 a samotné natáčení filmu začne v září 2015.

### Vývoj
- Resident Evil: Afterlife, Odveta a Poslední kapitola jsou jediné díly s formátem 3D.

Po premiéře filmu Resident Evil: Afterlife režisér Paul W. S. Anderson v diskuzi se Screen Gems řekl, že se chystá natáčet pátý a šestý díl série, ale později se Anderson soustředil jen na Resident Evil: Odveta. Paul se vrátil jako režisér a scenárista, Glen McPherson jako kameraman, Kevin Phipps jako výtvarník pro film Resident Evil: Odveta.
Šestý díl režíruje Paul W. S. Anderson, který oznámil datum premiéry 12. září 2014, ale v rozhovoru o filmu Pompeje oznámil, že šestý Resident Evil má zpoždění. Na plátnech kin se měl promítat od září 2014, toto vyvrátila Milla Jovovich na svém Twitteru a oznámila odložení premiéry filmu na začátek roku 2015. V srpnu 2014 oznámila Milla Jovovich své těhotenství a také odložení natáčení na červen 2015. V prosinci se Jovovich ozvala s další zprávou o šestém Resident Evil ve které oznámila, že datum premiéry byl posunut na rok 2016. V lednu 2015 Jovovich prozradila další posunutí data natáčení na září 2015.
V srpnu 2014 zveřejnila Flora Moody na svém instagramu fotku se scénářem s názvem "Resident Evil: The Last Days", který vyvolal dojem, že poslední Resident Evil je rozdělen na dvě části (nebylo vyvráceno). V srpnu 2015 potvrdil Johann Urb, že se neúčastní natáčení tohoto filmu.

## Obsazení a Postavy

### Hlavní postavy
| ALICE                                        | ALICE |
| -------------------------------------------- | --- |
| Ztvárnění:                                   | Milla Jovovich |
| Karma:                                       | Kladná |
| Výskyt:                                      | Resident Evil – Resident Evil: Poslední kapitola |
| Popis:                                       | Po tom co se Alice probouzí nahá na zemi koupelny úplně bez paměti, se snaží zjistit kdo vlastně je. Postupem času o sobě zjišťuje informace, které ji ženou z jednoho místa Spojených států na druhý. Později se spřátelí s Clarie Redfield, s kterou se snaží zastavit Umbrellu, která zpustošila Zemi T-Virem. Vrací se zpět do Raccoon City, kde to vše začalo. V tajném zařízení Hive nachází odpovědi. |
| Více o Alice v samostatném článku.           | |
|                                              | |
| CLAIRE REDFIELD                              | |
| Ztvárnění:                                   | Ali Larter |
| Karma:                                       | Kladná |
| Výskyt:                                      | Resident Evil: Zánik, Resident Evil: Afterlife, Resident Evil: Poslední kapitola |
| Popis:                                       | Claire je nejlepší přítelkyně Alice, která jí pomáhá v cestě za odpověďmi. Společně objevují skryté tajemství Umbrelly. |
| Více o Claire Redfield v samostatném článku. | |
|                                              | |
| DR. ALEXANDER R. ISAACS                      | |
| Ztvárnění:                                   | Iain Glen |
| Karma:                                       | Záporná |
| Výskyt:                                      | Resident Evil – Resident Evil: Zánik, Resident Evil: Poslední kapitola |
| Popis:                                       | Dr. Alexander Roland Isaacs je hlavní záporná postava filmové série Resident Evil. Zorganizoval vypuštění T-Viru a zánik lidstva. |

### Vedlejší postavy
| Postava:         | Ztvárnění:         | Karma:    | První výskyt:                    | Další výskyt:                             |
| ---------------- | ------------------ | --------- | -------------------------------- | ----------------------------------------- |
| Albert Wesker    | Jason O'Mara       | Záporná   | Resident Evil: Zánik             | ———                                       |
| Albert Wesker    | Shawn Roberts      | Záporná   | Resident Evil: Afterlife         | Resident Evil: Odveta – Poslední kapitola |
| Červená královna | Michaela Dicker    | Neutrální | Resident Evil                    | ———                                       |
| Červená královna | Megan Charpentier  | Neutrální | Resident Evil: Odveta            | ———                                       |
| Červená královna | Ever Anderson      | Neutrální | Resident Evil: Poslední kapitola | ———                                       |
| Jill Valentine   | Sienna Guillory    | Neutrální | Resident Evil: Apokalypsa        | Resident Evil: Afterlife – Odveta         |
| Rain Ocampo      | Michelle Rodriguez | Kladná    | Resident Evil                    | Resident Evil: Odveta                     |
| K-Mart           | Spencer Locke      | Kladná    | Resident Evil: Zánik             | Resident Evil: Afterlife                  |
| Chris Redfield   | Wentworth Miller   | Kladná    | Resident Evil: Afterlife         | ———                                       |
| Ada Wong         | Li Bingbing        | Neutrální | Resident Evil: Odveta            | ———                                       |
| Christian        | William Levy       | Kladná    | Resident Evil: Poslední kapitola | ———                                       |
| Leon S. Kennedy  | Johann Urb         | Kladná    | Resident Evil: Odveta            | ———                                       |
| Luther West      | Boris Kodjoe       | Kladná    | Resident Evil: Afterlife         | Resident Evil: Odveta                     |
| Abigail          | Ruby Rose          | Kladná    | Resident Evil: Poslední kapitola | ———                                       |
| Alicia Markus    | Ever Anderson      | Neutrální | Resident Evil: Poslední kapitola | ———                                       |
| Alicia Markus    | Milla Jovovich     | Neutrální | Resident Evil: Poslední kapitola | ———                                       |
| Cobalt           | Rola               | Kladná    | Resident Evil: Poslední kapitola | ———                                       |
| Doc              | Eoin Macken        | Neutrální | Resident Evil: Poslední kapitola | ———                                       |
| James Markus     | Mark Simpson       | Kladná    | Resident Evil: Poslední kapitola | ———                                       |
| Carlos Olivera   | Oded Fehr          | Kladná    | Resident Evil: Apokalypsa        | Resident Evil: Zánik, Odveta              |
| Terri Morales    | Sandrine Holt      | Kladná    | Resident Evil: Apokalypsa        | ———                                       |

## Vlivy

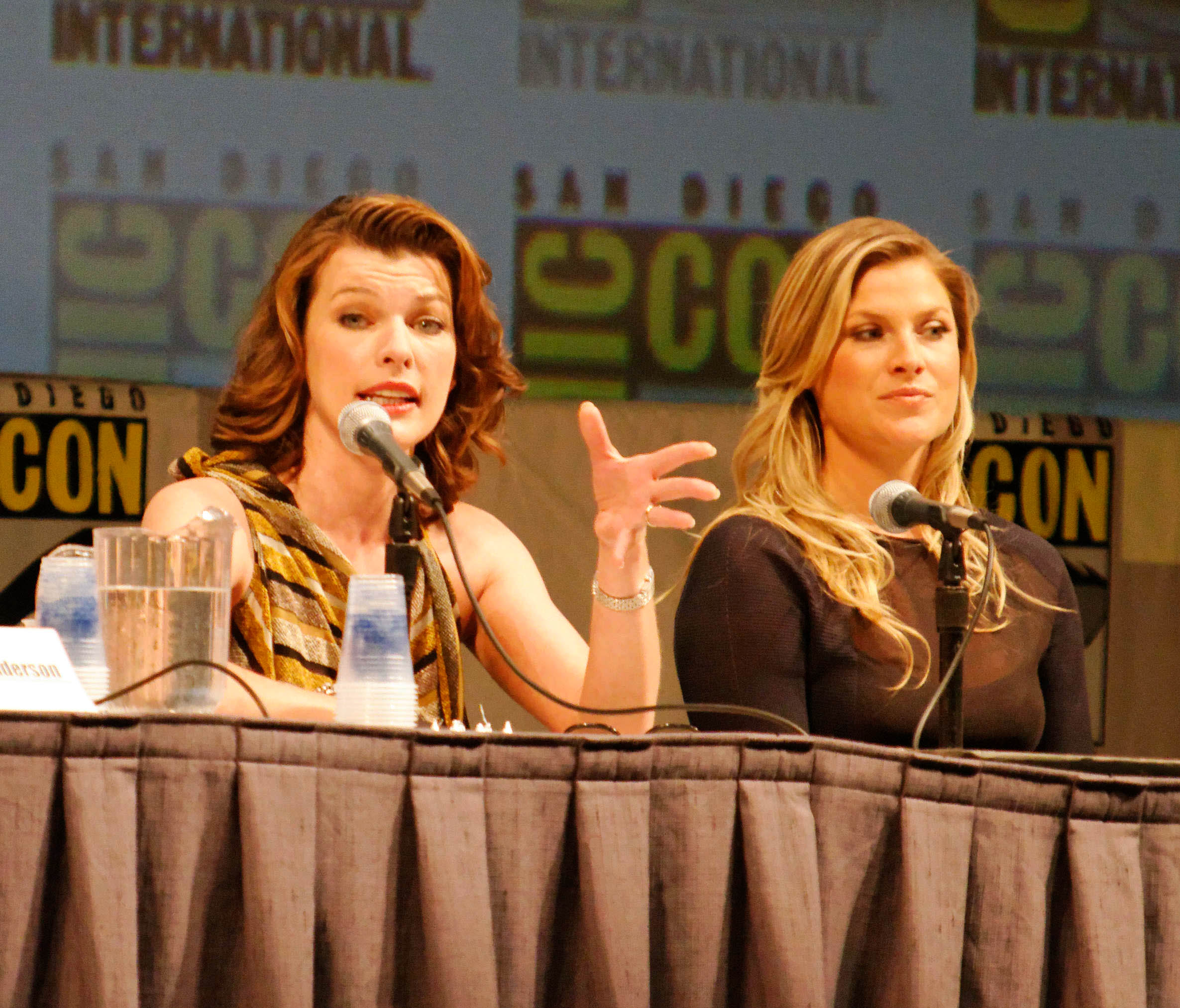
Milla Jovovich a Ali Larter na Comic-Con 2010

V květnu 2005 se výrobci zmínili, že po Zániku by mohlo být pokračování s názvem Afterlife. V prosinci 2008 začal Anderson pracovat na scénáři a v roce 2009 bylo oznámeno, že Sony povolil natočit Afterlife.
Alice a Ada se navzájem setkali, když poprvé vytvořil scénu krátkého boje z Resident Evil 4.
Ve filmu Resident Evil: Odveta se objevil prvek ze hry Resident Evil 4 s názvem Las Plagas, který umožňuje mrtvým jezdit na motorce, střílet a mnoho dalších možností. Scéna simulace Moskvy, kde jezdili nemrtví v autě byla inspirována ze hry Resident Evil 5, kde nemrtví jezdili na motorkách, autě a Chris s Shevou proti nim. Anderson použil pro film Rolls Royce Phantom.
Největší problémy nastaly tehdy, když se natáčela bitevní scéna s Alice, Jill, Lutherem, Leonem a Rainovou. V této části bylo velice obtížné udělat 3D, protože v tomto formátu poznáte falešně údery (vzdálenost mezi obličejem a pěstí). Producenti a režisér se dívali na Asijské filmy ve kterých se inspirovali bojem. Tento druh thajského boje má navázat kontakt mnohem silnější.
Spoustě fanoušků této série dělá problém vyrovnat se s tím, že Paul W. S. Anderson zabije na konci šestého filmu všechny postavy. Po premiéře Odvety se zmínil, že má námět na další pokračování, ale rozhodl se udělat velký krok, krok který si zvolí fanoušci. Resident Evil: Afterlife vydělal 296 milionů dolarů, avšak pátý díl 240 milionů. Jelikož tržby posledního dílu byly menší než očekával řekl "Jestli tržby šestého pokračování budou menší než pátého, nemá cenu natáčet další díl". V květnu 2014 Anderson oznámil, že šestý díl je zároveň posledním dílem série.

### Kritika

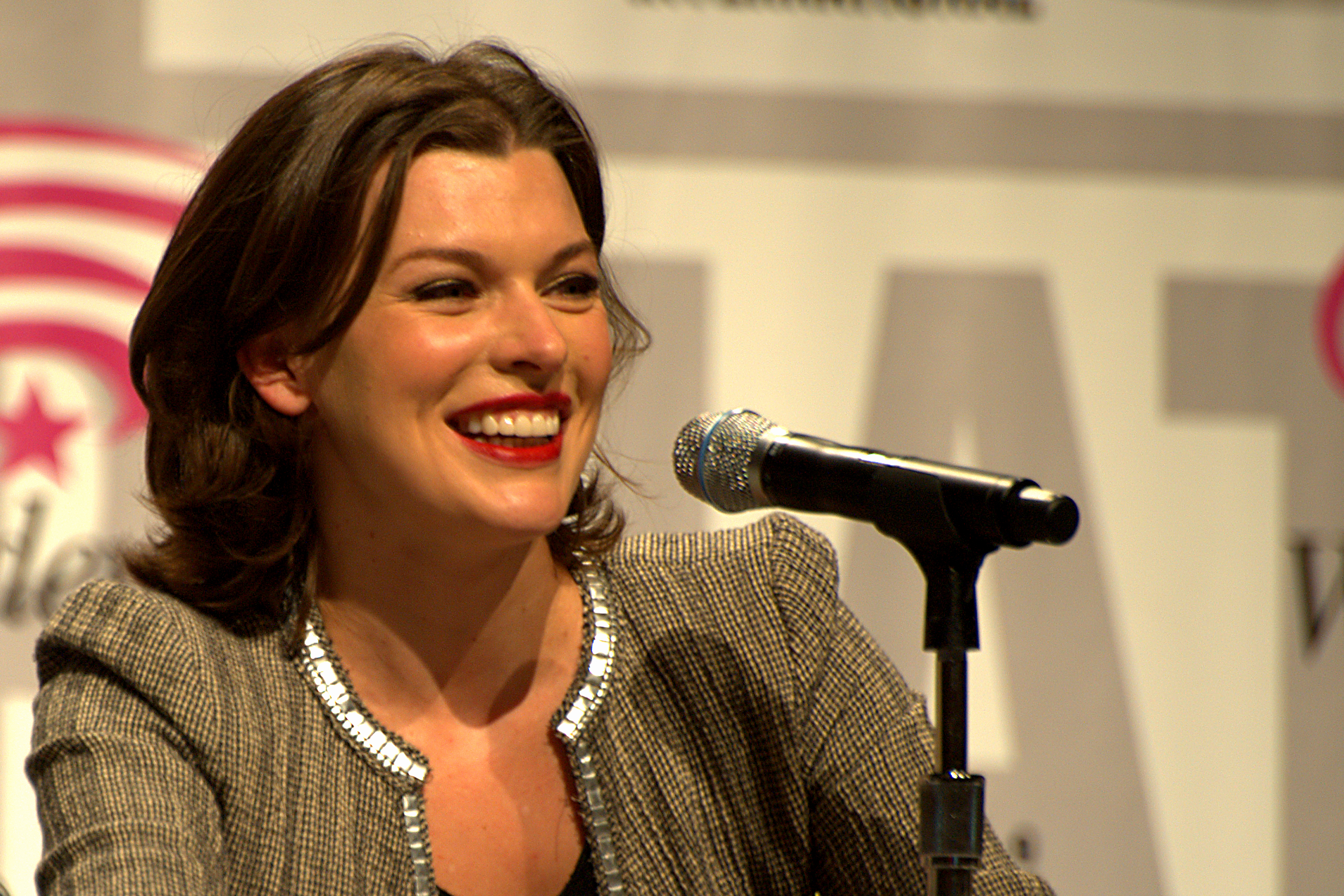
Milla Jovovich na WonderConu 2010

- Resident Evil obdržel 218 kritických názorů a přes 1 000 recenzí. Celkové hodnocení bylo nejvyšší 6,7 a první díl hodnotilo přes 155K uživatelů.
- Resident Evil: Apokalypsa měla 189 kritických názorů a přes 680 recenzí. Celkové hodnocení druhého pokračování bylo o něco menší než prvního a to 6,1 a hodnotilo 119K uživatelů.
- Resident Evil: Zánik měl 214 kritických názorů a přes 340 recenzí. Hodnocení filmu bylo vyšší než druhého a to 6,2 a hodnotilo jej 118K uživatelů.
- Resident Evil: Afterlife 3D obdržel nejvíce kritických názorů z celé série a to 242 a přes 400 recenzí. Tento díl hodnotilo 102K uživatelů a spadlo na 5,9.

- Resident Evil: Odveta 3D měla celkem 223 kritických názorů a něco přes 400 recenzí. Celkové hodnocení tohoto dílu bylo nejmenší v celé sérii 5,3 a hodnotilo 76K uživatelů.

Díl co díl je horší hodnocení a mnoho lidí mluví o tom že za to může režisér. Paul W. S. Anderson natočil nejlepší díl série a to ten první, ale čtvrtý a pátý se mu moc nepovedli. Jak se říká do třetice všeho nejlepšího, ale bude ten šestý díl o něčem nebo o ničem? Spousta recenzí na internetu více mluví o tom, že nejhorší díl této série nebyl pátý, ale ten čtvrtý.

## Štáb a ostatní
| Režisér              | Paul W. S. Anderson                                           | Alexander Witt                                            | Russell Mulcahy                                                             | Paul W. S. Anderson                                                                     | Paul W. S. Anderson                                                     | Paul W. S. Anderson                          |
| Producent            | Paul W. S. Anderson Jeremy Bolt Bernd Eichinger Samuel Hadida | Paul W. S. Anderson Jeremy Bolt Don Carmody               | Paul W. S. Anderson Jeremy Bolt Bernd Eichinger Samuel Hadida Robert Kulzer | Paul W. S. Anderson Jeremy Bolt Don Carmody Bernd Eichinger Samuel Hadida Robert Kulzer | Paul W. S. Anderson Jeremy Bolt Don Carmody Samuel Hadida Robert Kulzer | Paul W.S. Anderson Jeremy Bolt Samuel Hadida |
| Výkonný producent(i) | Victor Hadida Daniel S. Kletzky Robert Kulzer Yoshiki Okamoto | Bernd Eichinger Samuel Hadida Victor Hadida Robert Kulzer | Victor Hadida Martin Moszkowicz Kelly Van Horn                              | Victor Hadida Martin Moszkowicz                                                         | Martin Moszkowicz                                                       | Victor Hadida Martin Moszkowicz              |
| Hudba                | Marco Beltrami Marilyn Manson                                 | Jeff Danna                                                | Charlie Clouser                                                             | Tomandandy                                                                              | Tomandandy                                                              | Paul Haslinger                               |
| Scénář               | Paul W. S. Anderson                                           | Paul W. S. Anderson                                       | Paul W. S. Anderson                                                         | Paul W. S. Anderson                                                                     | Paul W. S. Anderson                                                     | Paul W. S. Anderson                          |

### Hudba
Charlie Clouser vytvořil hudbu pro třetí díl série s názvem Resident Evil: Zánik. Hudební skupina Tomandandy, která pracovala na hudbě pro Resident Evil: Afterlife, se vrátila pro Resident Evil: Odvetu.
Pro Resident Evil: Poslední kapitolu složil hudbu Paul Haslinger, který složil hudbu pro Tři mušketýři (2011), sérii Underworld a Rallye smrti.

## Statistiky
| Rok            | Český název                      | Původní název                    | Režie               | Premiéra v ČR     | Premiéra v USA  | Promítaní      | Rozpočet       | Tržby          | Hodnocení (IMDb) |
| První trilogie | První trilogie                   | První trilogie                   | První trilogie      | První trilogie    | První trilogie  | První trilogie | První trilogie | První trilogie | První trilogie   |
| -------------- | -------------------------------- | -------------------------------- | ------------------- | ----------------- | --------------- | -------------- | -------------- | -------------- | ---------------- |
| 2002           | Resident Evil                    | Resident Evil                    | Paul W. S. Anderson | 15. srpen 2002    | 15. březen 2002 | 35 dní         | $33,000,000    | $102,441,077   | 6,7 (67%)        |
| 2004           | Resident Evil: Apokalypsa        | Resident Evil: Apocalypse        | Alexander Witt      | 6. ledna 2005     | 10. září 2004   | 44 dní         | $45,000,000    | $129,394,837   | 6,2 (62%)        |
| 2007           | Resident Evil: Zánik             | Resident Evil: Extinction        | Russell Mulcahy     | 15. listopad 2007 | 21. září 2007   | 42 dní         | $45,000,000    | $147,717,837   | 6,3 (63%)        |
| Druhá trilogie |                                  |                                  |                     |                   |                 |                |                |                |                  |
| 2010           | Resident Evil: Afterlife         | Resident Evil: Afterlife         | Paul W. S. Anderson | 23. září 2010     | 10. září 2010   | 56 dní         | $60,000,000    | $296,221,667   | 5,9 (59%)        |
| 2012           | Resident Evil: Odveta            | Resident Evil: Retribution       | Paul W. S. Anderson | 13. září 2012     | 14. září 2012   | 59 dní         | $65,000,000    | $240,159,257   | 5,4 (54%)        |
| 2017           | Resident Evil: Poslední kapitola | Resident Evil: The Final Chapter | Paul W. S. Anderson | 9. únor 2017      | 27. leden 2017  | 63 dní         | $40,000,000    | $312,242,626   | 5,6 (56%)        |
| Celkem         | Celkem                           | Celkem                           | Celkem              | Celkem            | Celkem          | 299 dní        | $288 mil.      | $1,228,177,290 | x̄ 6,02% (60%)    |

## Budoucnost filmů Resident Evil
Režisér Paul W.S. Anderson uvedl v rozhovoru, že původní záměr těchto filmů bylo vytvořit Odvetu a šestý díl, ale později se rozhodl zaměřit se jen na pátý film nejúspěšnější série filmů podle herní předlohy. Ve stejném rozhovoru, Anderson řekl, že pokud Odveta vydělá hodně financí, pak by měl být natočen i šestý film. Milla Jovovich v létě 2013 napsala na svém Twitter profilu, že se chystá hrát v šestém díle.
Šestý film byl potvrzen hlavou distribucí Sony, Rory Bruerem. V rozhovoru pro Forbes, producent Samuel Hadida uvedl, že šestý díl je naplánovaný a následný restart série je možný. Sony Pictures oficiálně naplánovalo premiéru šestého dílu na 12. září 2014. Režisérem šestého dílu bude Paul W. S. Anderson a také řekl, že by to měl být poslední díl série. Milla Jovovich si myslí, že film tento rok ještě nebude a tak by měl být až v roce 2015. Anderson odhalil v rozhovoru, že začne natáčení filmu na podzim 2013, ale natáčení začalo až na podzim roku 2015. Ali Larter v rozhovoru pro IGN oznámila, že "The Final Chapter" je poslední Resident Evil film.

## Ceny a ocenění
| 29. ročník – Ceny Saturn         | Nejlepší Hororový Film                            | Resident Evil | nominace  | nominace  | nominace  | nominace  |
| 29. ročník – Ceny Saturn         | Nejlepší herečka                                  | Milla Jovovich | nominace  | nominace  | nominace  | nominace  |
| Německé kamerové ceny            | Nejlepší Editace-Celovečerní film                 | Alexander Berner | nominace  | nominace  | nominace  | nominace  |
| Cena 2004 Zlatá Upoutávka        | Nejoriginálnější                                  | Ignition Creative | nominace  | nominace  | nominace  | nominace  |
| Resident Evil: Apokalypsa (2004) |                                                   | |           |           |           |           |
| 31. ročník – Ceny Saturn         | Nejlepší Make-up                                  | Paul Jones | nominace  | nominace  | nominace  | nominace  |
| Ocenění Režisérský spolek Kanady | Nejlepší Zvuková Editace-Hraný film               | Kevin Banks, Stephen Barden, Joe Bracciale, Lee de Lang, Craig Henighan, Jill Purdy, Nathan Robitaille                                      | nominace  | nominace  | nominace  | nominace  |
| 25. Ocenění Genie                | Nejlepší Zvuk                                     | Craig Henighan, Steve Baine, Stephen Barden, Tony Lewis, Jill Purdy, Nathan Robitaille                                                      | vítězství | vítězství | vítězství | vítězství |
| 25. Ocenění Genie                | Ocenění Zlatý kotouč                              | Paul W. S. Anderson, Jeremy Bolt, Don Carmody                                                                                               | vítězství | vítězství | vítězství | vítězství |
| 25. Ocenění Genie                | Celkově nejlepší zvuk                             | Dean Humphreys, Todd Beckett, David Lee | nominace  | nominace  | nominace  | nominace  |
| Resident Evil: Afterlife (2010)  |                                                   | |           |           |           |           |
| Ocenění: Výběr Lidí              | Oblíbený hororový film                            | Resident Evil: Afterlife | nominace  | nominace  | nominace  | nominace  |
| Cana Genie                       | Nejlepší úspěch ve směru umění / Designová Výroba | Resident Evil: Afterlife Arv Greywal | nominace  | nominace  | nominace  | nominace  |
| Cana Genie                       | Nejlepší úspěch s kostýmy                         | Resident Evil: Afterlife Denise Cronenberg                                                                                                  | nominace  | nominace  | nominace  | nominace  |
| Cana Genie                       | Nejlepší úspěch v make-up                         | Resident Evil: Afterlife Paul Jones, Leslie Sebert, Vincent Sullivan                                                                        | nominace  | nominace  | nominace  | nominace  |
| Cana Genie                       | Nejlepší výkon v celkovém zvuku                   | Resident Evil: Afterlife Mark Zsifkovits | nominace  | nominace  | nominace  | nominace  |
| Cana Genie                       | Nejlepší výkon v editaci zvuku                    | Resident Evil: Afterlife Stephen Barden, Steve Baine, Kevin Banks, Alex Bullick, Jill Purdy                                                 | nominace  | nominace  | nominace  | nominace  |
| Cana Genie                       | Ocenění Zlatý kotouč                              | Resident Evil: Afterlife | vítězství | vítězství | vítězství | vítězství |
| Scream Awards                    | Nejlepší sci-fi herečka                           | Milla Jovovich | vítězství | vítězství | vítězství | vítězství |
| Resident Evil: Odveta (2012)     |                                                   | |           |           |           |           |
| Canadian Screen Awards           | Nejlepší kostýmy                                  | Wendy Partridge | nominace  | nominace  | nominace  | nominace  |
| Canadian Screen Awards           | Nejlepší výkon v editaci zvuku                    | Stephen Barden, Steve Baine, Kevin Banks, Alex Bullick and Jill Purdy                                                                       | nominace  | nominace  | nominace  | nominace  |
| Canadian Screen Awards           | Nejlepší výkon s vizuálními efekty                | Dennis Berardi, Jason Edwardh, Matt Glover, Trey Harrell, Leann Harvey, Jo Hughes, Ethan Lee, Scott Riopelle, Eric Robinson and Kyle Yoneda | vítězství | vítězství | vítězství | vítězství |
| Canadian Screen Awards           | Ocenění Zlatý kotouč                              | Resident Evil: Odveta | vítězství | vítězství | vítězství | vítězství |
| Zlatá malina                     | Nejhorší herečka                                  | Milla Jovovich | nominace  | nominace  | nominace  | nominace  |
| Celkem                           | Celkem                                            | Celkem | 6/22      |           |           |           |